# 細川伸二
細川 伸二（ほそかわ しんじ、1960年1月2日 - ）は、日本の柔道家（講道館8段）。
1984年のロサンゼルス五輪と1985年の第14回世界選手権大会で金メダルを獲得したほか、国内でも全日本選抜体重別選手権大会で5度、講道館杯で2度それぞれ優勝するなど、1980年代に日本柔道界の超軽量級を牽引した柔道家であった。現在は天理大学体育学部の教授を務める。

## 経歴
兵庫県一宮町（現・宍粟市）出身。父親は農業を営む傍ら地元の森林組合に勤務して生計を立てていた。
幼少時より自然の中で遊んだ細川は、小柄な体ゆえ町立一宮北中学校入学と同時に「ケンカに強くなりたい」と柔道を始め、美術の教師でもあった柔道部顧問の元、技の解説書を読みながら熱心に研究に励んだ。3年生の時には生徒会長を務める傍ら柔道の稽古に励み、兵庫県大会の団体戦で優勝している。高校への進学に当たっては報徳学園高校や東洋大附属姫路高校といった強豪校からのスカウトもあったが、細川自身は奈良県にある強豪・天理高校への進学を希望していた。県境を跨いだ進学には両親の反対もあったが、柔道部顧問の説得もあり両親も最後にはこれを受け入れ、細川は15歳にして親元を離れての寮生活を送る事となった。父親は「一流にならなかったら帰って来るな」と叱咤しつつ、「これから軍隊に行くようなもんや」と布団の畳み方を教えてくれたという。
天理高校に進学後は朝6時から6時半までのトレーニングと放課後15時から19時までの練習という日々が続き、エリート選手が集う中で細川は稽古に付いていくので精一杯だった。団体戦狙いだった当時の天理高校は重量級の部員が居並び、乱取練習でそういった部員を相手に得意の背負投を掛けてもビクともせず、中学の時は楽しくて仕方なかった柔道が次第に辛くなっていったという。午後の授業が始まる頃には、練習の事を考えると頭が痛くなり、鎮痛剤を飲んで部活に行く有様だった。
実際に当時の加藤秀雄監督に何度も「辞めたい」と訴えたが、その度に「そうか、だったら今日だけ頑張れ」と返される事の繰り返しだったという。部活から逃げる勇気も無く、また両親の反対を押し切って天理に出てきた使命感が何とか細川を支えている状態だった。
寮生活では夜20時から22時の消灯までが自習時間であったが、自習時間はおろか消灯後も各部員が自主トレーニングをしており、同じ柔道部で稽古していても互いがライバルであった。更に1年生の時には朝4時に起きて先輩の柔道衣の洗濯等の雑用があり、寝る間も惜しんで柔道に明け暮れる毎日だったという。
「高校時代は笑ったり友達と楽しく話した記憶が無い」と細川。誰よりも激しく誰よりも長い稽古ゆえ他人と喋るような余裕もなく、そのプレッシャーからいつも憂鬱そうな顔をしていた当時の細川を知るクラスメイトからは、大人になって「お前、そんなお喋りやったんか」と驚かれたという。なお、2,3年次の同じクラスには卒業後に読売ジャイアンツに入団する鈴木康友がいた。
2年生になると団体戦のメンバーに抜擢された細川だったが、今度は“天理”という看板が重くのしかかり頭痛が消える事は無かった。3年生となって迎えた1977年インターハイでは個人戦軽量級を制したが、体重別に重きを置かない天理高校柔道部にあっては、監督から「こんな事で喜んでどうするんじゃ」と怒られる始末だったという。それでも同年11月の全日本ジュニア体重別選手権大会では大学生らと鎬を削り3位に入賞するなど、得意技の背負投や巴投、内股すかしを武器に、身長157cmの小躯ながら超軽量級の中で着実に頭角を表していった。
高校時代の過酷な3年間の反動から、卒業後は天理大学ではなく華やかなイメージのある東京の大学に通う事を考えた細川だが、加藤監督から「お前のための階級ができたな」と言われて、天理大学に進む決心をした。引き続き猛稽古の末に、天理のモットーである“しっかり組んで一本を取る柔道”を叩き込まれた細川は、1978年と80年に世界学生選手権大会を2連覇、1980年の全日本学生体重別選手権大会で優勝、1978年の全日本ジュニア体重別選手権大会で3位、79年の同大会で準優勝という好成績を残したほか、大学4年次の1981年にはシニアの全日本選抜体重別選手権大会にて、同年のアジア王者となる浜田初幸や世界王者となる森脇保彦という当時の日本柔道界の第一線で活躍する選手に続いて3位に食い込んだ。また団体戦でも11月の全日本学生優勝大会で優勝を果たし、天理大学は実に7年振りとなる学生柔道日本一の栄光に浴している。
1982年春に大学を卒業後は県立奈良工業高校教員となり、同年4月の講道館杯では新田高校教員の浅見三喜夫に次ぐ準優勝、9月の全日本選抜体重別選手権大会で優勝してシニア初タイトルを獲得すると、11月の嘉納治五郎杯でも決勝戦で東海大学工業高校教員の原口謙一を降し優勝を飾った。
1983年は全日本選抜体重別選手権大会の決勝戦でライバル・原口謙一に敗れ連覇こそならなかったものの、1984年にはロサンゼルス五輪の代表選考となる4月の講道館杯と5月の全日本選抜体重別選手権大会を立て続けに制するなど好調を維持し、超軽量級の日本代表選手に抜擢された。
8月のロサンゼルス五輪本番では初戦から背負投や巴投といった得意技が冴えて準決勝戦までの4試合のうち3試合を一本勝で勝ち上がると、韓国代表の金載燁との決勝戦ではこれを横四方固に極めて試合開始僅か1分9秒で一本勝を収め、幸先良く金メダルを獲得して翌日以降に出場する松岡義之ら他の日本代表選手に勢いをもたらした。なお大会後のインタビューで細川は「緊張していたのは周りばかり。自分は国際大会の1つとしか思っていなかった」と語っている。
翌85年には7月の全日本選抜体重別選手権大会で連覇を果たすと、9月にソウルで開催された第14回世界選手権大会でも首尾よくトーナメントを勝ち上がり、決勝戦では西ドイツ代表のペーター・ユプケを巴投で降して圧倒的な強さで優勝。決勝戦の試合後には畳の上で小躍りを披露する一面も見せている。大会後、自他共に認める超軽量級のトップ選手に昇り詰めたのを機に現役を引退した。
以後は県立長田高校の定時制にて教職に専念し、15時頃に起床して夕方に出勤、22時半頃に仕事を終えると同僚と深夜2・3時まで飲み歩くような生活を1年半ほど続けた。当初は現役時代の過酷な生活からの反動もあって楽しめていたが、体がなまり体重も68kgにまで増加し、次第に「このままじゃダメになる」「このまま堕落していってええんか」と思い始めて悶々とした日々を送るようになった。そんな折、母校・天理大学から柔道部の再建を手伝って欲しいとの依頼を受けた細川だったが、大学復帰の前提として学校側から「ソウル五輪出場を目標に現役復帰」という条件を突き付けられ、内心では抵抗も感じつつも細川は最終的にこれを受け入れた。1987年の春の事だった。
27歳で柔道部監督兼選手として天理に復帰した当時の心境を振り返り、「天理大学柔道部のお手伝いをしたいという気持ちは強かったが、殆ど稽古もしていなかったし、（選手として大会に臨む）気持ちが切れていた」と細川は述懐する。練習を再開すると体がきつく「もうこんなんかなわん」といつも思っていたが、それでも現役復帰後は4月の講道館杯でいきなり3位に入り周囲に健在ぶりを見せ付けると、7月の全日本選抜体重別選手権大会では決勝戦にて東海大学学生で新進気鋭の越野忠則を降すなどして優勝。11月にエッセンで開催された第15回世界選手権大会では決勝戦で金載燁の内股巻込に一本負を喫したものの銀メダルを獲得した。
1988年には4月の講道館杯、6月の全日本選抜体重別選手権大会で優勝して天理大学との約束である五輪代表選手に再び選ばれた。9月のソウル五輪本大会では準決勝戦でアメリカ代表のケビン・アサノに不可解な判定で敗れて連覇はならず銅メダルに終わった。なお、大会では細川が登場すると会場は大ブーイングに包まれたという。
2度目の引退後は指導者に専念する形で、1988年10月から全日本柔道連盟強化コーチに就任。翌89年から1年間は文部省と日本オリンピック委員会（JOC）の派遣という形でフランスにコーチ留学し、午前中に座学を受けて午後はフランスのナショナルチームと一緒に練習で汗を流した。この間、ドイツやイギリス、ベルギー、スペイン等の欧州各国でも巡回指導を行っている。なお、渡仏前に半年ほどフランス語を勉強したが、現地では全く使い物にならなかったという。
帰国後は天理大学と全日本柔道連盟で指導員を務め、1997年4月からJOC専任コーチに就任した。軽量級のコーチとして長く日本ナショナルチームを支え、五輪3連覇の野村忠宏らを育てた。
現在は天理大学体育大学体育学部教授並びに柔道部師範として後進の指導に当たる傍ら、柔道界の運営面においても全日本柔道連盟男子強化部長を経て現在は同常任理事として国際委員会委員長や強化委員会・審判委員の特別委員を務め、またアジア柔道連盟副会長や関西学生柔道連盟副会長といった要職も兼任している。

## 主な戦績
- 1977年2月 - インターハイ（軽量級）優勝
- 1977年11月 - 全日本新人体重別選手権大会（超軽量級）3位
- 1978年12月 - 全日本新人体重別選手権大会（超軽量級）3位
- 1978年 - ソ連ジュニア国際大会 優勝
- 1978年 - 世界学生選手権大会（超軽量級）優勝
- 1979年11月 - 全日本新人体重別選手権大会（超軽量級）2位
- 1980年6月 - 全日本学生柔道選手権大会（超軽量級）優勝
- 1980年 - 世界学生選手権大会（超軽量級）優勝
- 1981年6月 - 全日本選抜体重別選手権大会（超軽量級）3位
- 1981年 - 東ドイツ国際大会 優勝
- 1982年4月 - 講道館杯（超軽量級）2位
- 1982年9月 - 全日本選抜体重別選手権大会（超軽量級）優勝
- 1982年11月 - 嘉納治五郎杯 優勝
- 1983年7月 - 全日本選抜体重別選手権大会（超軽量級）2位
- 1983年 - ソ連国際大会 優勝
- 1983年 - アメリカ国際大会 2位
- 1984年4月 - 講道館杯（超軽量級）優勝
- 1984年5月 - 全日本選抜体重別選手権大会（超軽量級）優勝
- 1984年8月 - ロサンゼルス五輪（超軽量級）優勝
- 1985年7月 - 全日本選抜体重別選手権大会（超軽量級）優勝
- 1985年9月 - 世界選手権大会（超軽量級）優勝
- 1985年 - 大陸別対抗戦大会（団体戦）2位
- 1985年 - 環太平洋選手権大会 優勝
- 1987年4月 - 講道館杯（超軽量級）3位
- 1987年7月 - 全日本選抜体重別選手権大会（超軽量級）優勝
- 1987年11月 - 世界選手権大会（超軽量級）2位
- 1988年4月 - 講道館杯（超軽量級）優勝
- 1988年6月 - 全日本選抜体重別選手権大会（超軽量級）優勝
- 1988年9~10月 - ソウル五輪（超軽量級）3位